# Vibrissina obscura
Vibrissina obscura är en tvåvingeart som beskrevs av Aldrich 1931. Vibrissina obscura ingår i släktet Vibrissina och familjen parasitflugor. Inga underarter finns listade i Catalogue of Life.